# 15128 Patrickjones
15128 Patrickjones este un asteroid din centura principală de asteroizi.

## Descriere
15128 Patrickjones este un asteroid din centura principală de asteroizi. A fost descoperit pe 9 martie 2000 la Socorro, New Mexico, în cadrul proiectului LINEAR. Asteroidul prezintă o orbită caracterizată de o semiaxă mare de 2,78 ua, o excentricitate de 0,07 și o înclinație de 8,6° în raport cu ecliptica.